# Мосальский район
Моса́льский райо́н — административно-территориальная единица (район) и муниципальное образование (муниципальный район) в Калужской области России.
Административный центр — город Мосальск.

## География
Площадь — 1320 км² (9-е место среди районов). Расположен на западе Калужской области. Граничит с Юхновским, Мещовским, Барятинским районами Калужской области, на северо-западе — со Смоленской областью.
Основные реки — Ресса, Перекша, Свотица, Пополта.

## История
Район был образован в 1929 году в составе Сухиничского округа Западной области, в него вошла большая часть территории бывшего Мосальского уезда Калужской губернии.
В 1937 году район вошёл в состав Смоленской области.
В октябре 1941 года Мосальский район был оккупирован немецко-фашистскими войсками. Оккупация Мосальска длилась с 6 октября 1941 года по 8 января 1942 года.
В январе 1942 года в ходе контрнаступления Красной Армии под Москвой и Ржевско-Вяземской стратегической наступательной операции войск Западного и Калининского фронтов началось освобождение района. Немецкие войска отступили на северо-запад, укрепившись на берегах рек Пополты и Перекши, упорно удерживая западную половину района вплоть до марта 1943 года.
12 марта 1943 года части 146-й стрелковой дивизии освободили Песочню, а 413-я стрелковая дивизия очистила от врага Климовское и Калугово. Так было завершено полное освобождение Мосальского района от немецко-фашистских захватчиков.
Во время Великой Отечественной войны в Мосальском районе оккупанты устроили несколько лагерей для советских военнопленных и гражданского населения. В частности, у деревни Батищево находился лагерь военнопленных, у деревни Выгори — лагерь военнопленных, у деревни Журавка (ныне не сущ.) — пересыльный пункт и лагерь военнопленных, у деревни Лиханово — лагерь военнопленных в колхозных сараях, у деревни Рамено — лагерь военнопленных и гражданского населения, у деревни Шумаево (ныне не сущ.) — лагерь военнопленных и гражданского населения, у деревни Людково — лагерь военнопленных и гражданского населения, у деревни Песочня (ныне не сущ.) — два лагеря военнопленных, у деревни Проходы — лагерь военнопленных.
В период оккупации и во время боев Мосальск, а также многочисленные села и деревни были сильно разрушены, резко сократились посевные площади, было уничтожено имущество колхозов. На территории Мосальского района было полностью уничтожено 112 сел и деревень. Немцы сожгли и повесили около 2 тысяч жителей Мосальска. В основном женщин и детей. Во время войны погибло 10 тысяч Мосальчан. Население уменьшилось в двое, по сравнению с довоенным.
5 июля 1944 года район вошёл в состав вновь образованной Калужской области.
В 1962 — 1964 годах район был упразднен, его территория входила в состав Юхновского района.

## Население
| 1939   | 1959    | 1970    | 1979    | 1989    | 2002    | 2009  | 2010  | 2011  |
| ------ | ------- | ------- | ------- | ------- | ------- | ----- | ----- | ----- |
| 46 916 | ↘22 708 | ↘18 598 | ↘13 689 | ↘11 537 | ↘10 357 | ↘8899 | ↗9094 | ↘9051 |
| 2012   | 2013    | 2014    | 2015    | 2016    | 2017    | 2018  | 2019  | 2020  |
| ↘8865  | ↘8815   | ↘8682   | ↘8564   | ↘8391   | ↗8549   | ↗8605 | ↘8514 | ↘8488 |
| 2021   |         |         |         |         |         |       |       |       |
| ↗9131  |         |         |         |         |         |       |       |       |

### Урбанизация
В городских условиях (город Мосальск) проживают 46,56 % населения района.

### Национальный состав
По итогам переписи населения 2020 года проживали следующие национальности (национальности менее 0,1 % и другое, см. в сноске к строке «Другие»):
| Национальность | Численность, чел. | Доля     |
| -------------- | ----------------- | -------- |
| Русские        | 7728              | 84,63 %  |
| Таджики        | 416               | 4,56 %   |
| Армяне         | 168               | 1,84 %   |
| Цыгане         | 63                | 0,69 %   |
| Украинцы       | 60                | 0,66 %   |
| Молдаване      | 43                | 0,47 %   |
| Узбеки         | 42                | 0,46 %   |
| Грузины        | 36                | 0,39 %   |
| Лезгины        | 25                | 0,27 %   |
| Белорусы       | 21                | 0,23 %   |
| Гагаузы        | 19                | 0,21 %   |
| Татары         | 17                | 0,19 %   |
| Казахи         | 11                | 0,12 %   |
| Азербайджанцы  | 11                | 0,12 %   |
| Другие         | 471               | 5,16 %   |
| Итого          | 9131              | 100,00 % |

## Административное деление
Мосальский район как административно-территориальная единица включает 11 административно-территориальных единиц: 1 город, 1 посёлок, 2 села и 7 деревень, как муниципальное образование со статусом муниципального района — 11 муниципальных образований, в том числе 1 городское и 10 сельских поселений.
| №        | Муниципальное образование | Административный центр | Количество населённых пунктов | Население (чел.) | Площадь (км²) |
| -------- | ------------------------- | ---------------------- | ----------------------------- | ---------------- | ------------- |
| 1e-06    | Городское поселение:      |                        |                               |                  |               |
| 1        | Город Мосальск            | город Мосальск         | 1                             | ↗4251            | 4,97          |
| 1.000002 | Сельские поселения:       |                        |                               |                  |               |
| 2        | Деревня Воронино          | деревня Воронино       | 10                            | ↗355             | 58,50         |
| 3        | Деревня Гачки             | деревня Гачки          | 7                             | ↘446             | 31,95         |
| 4        | Деревня Долгое            | деревня Долгое         | 15                            | ↗386             | 133,44        |
| 5        | Деревня Людково           | деревня Людково        | 21                            | ↗828             | 391,54        |
| 6        | Деревня Посконь           | деревня Посконь        | 14                            | ↗164             | 85,53         |
| 7        | Деревня Путогино          | деревня Путогино       | 16                            | ↗402             | 82,18         |
| 8        | Деревня Савино            | деревня Савино         | 9                             | ↗465             | 52,17         |
| 9        | Посёлок Раменский         | посёлок Раменский      | 32                            | ↗788             | 182,52        |
| 10       | Село Боровенск            | село Боровенск         | 32                            | →684             | 171,56        |
| 11       | Село Дашино               | село Дашино            | 20                            | ↗379             | 126,02        |

Законом Калужской области от 6 июля 2011 года были упразднены следующие сельские поселения: «Деревня Горбачи» и «Село Тарасково» (включены в сельское поселение «Село Боровенск»); «Посёлок Шаховский» (включено в сельское поселение «Деревня Людково»); «Деревня Рамено» (включено в сельское поселение «Посёлок Раменский»).

## Населённые пункты
В Мосальском районе 177 населённых пунктов.
| №   | Населённый пункт         | Тип     | Население | Муниципальное образование |
| --- | ------------------------ | ------- | --------- | ------------------------- |
| 1   | Адамовка                 | деревня | ↘15       | Деревня Людково           |
| 2   | Азарово                  | деревня |           | Посёлок Раменский         |
| 3   | Алферьево                | деревня | ↘46       | Деревня Людково           |
| 4   | Амшарово                 | деревня | →0        | Село Дашино               |
| 5   | Аниконово                | деревня | ↘1        | Село Дашино               |
| 6   | Аристово                 | деревня | →0        | Деревня Долгое            |
| 7   | Асетищи                  | деревня | ↗13       | Деревня Гачки             |
| 8   | Астапово                 | деревня | ↘8        | Деревня Людково           |
| 9   | Бавыкино                 | деревня | ↘9        | Деревня Людково           |
| 10  | Бараньи Рога             | деревня | ↘12       | Село Боровенск            |
| 11  | Барсуки                  | деревня | ↗6        | Посёлок Раменский         |
| 12  | Батищево                 | деревня | ↘27       | Деревня Людково           |
| 13  | Берно                    | деревня | ↘28       | Деревня Воронино          |
| 14  | Бесово                   | деревня |           | Посёлок Раменский         |
| 15  | Богатищево               | деревня | ↘3        | Деревня Воронино          |
| 16  | Богослово                | деревня | ↘7        | Село Боровенск            |
| 17  | Болва                    | деревня | →1        | Деревня Долгое            |
| 18  | Большие Крутицы          | деревня | ↗8        | Деревня Путогино          |
| 19  | Боровенка                | деревня | ↘11       | Село Боровенск            |
| 20  | Боровенск                | село    | ↘147      | Село Боровенск            |
| 21  | Бурмакино                | деревня | ↘19       | Деревня Посконь           |
| 22  | Бухоново                 | деревня | →2        | Посёлок Раменский         |
| 23  | Бушнево                  | деревня | →3        | Посёлок Раменский         |
| 24  | Быстрое                  | село    | ↘24       | Село Боровенск            |
| 25  | Василево                 | деревня | ↘7        | Деревня Долгое            |
| 26  | Васильевское             | деревня | ↘31       | Деревня Воронино          |
| 27  | Володино                 | деревня | →0        | Деревня Путогино          |
| 28  | Воронино                 | деревня | ↘224      | Деревня Воронино          |
| 29  | Выгори                   | деревня | →0        | Деревня Людково           |
| 30  | Высокое                  | деревня | ↘19       | Деревня Гачки             |
| 31  | Вязичня                  | деревня | ↘8        | Деревня Людково           |
| 32  | Гачки                    | деревня | ↗345      | Деревня Гачки             |
| 33  | Глагольня                | деревня | ↘6        | Посёлок Раменский         |
| 34  | Глотово                  | деревня | ↘13       | Село Боровенск            |
| 35  | Гнездилово               | деревня | ↗3        | Посёлок Раменский         |
| 36  | Горбачи                  | деревня | ↗145      | Село Боровенск            |
| 37  | Госточи                  | деревня | ↘12       | Село Боровенск            |
| 38  | Грачевка                 | деревня | ↘0        | Деревня Людково           |
| 39  | Григорово                | деревня | ↘6        | Деревня Гачки             |
| 40  | Гридяки                  | деревня | ↘10       | Село Боровенск            |
| 41  | Гришинское               | деревня | ↘2        | Деревня Гачки             |
| 42  | Груздово                 | деревня | →3        | Посёлок Раменский         |
| 43  | Гулино                   | деревня | →4        | Деревня Путогино          |
| 44  | Дашино                   | село    | ↘100      | Село Дашино               |
| 45  | Девятовка                | деревня | ↘9        | Посёлок Раменский         |
| 46  | Деревня имени Ленина     | деревня | ↗4        | Село Дашино               |
| 47  | Дертовая                 | деревня | ↘0        | Деревня Людково           |
| 48  | Долгое                   | деревня | ↘225      | Деревня Долгое            |
| 49  | Дубровка                 | деревня | ↘5        | Посёлок Раменский         |
| 50  | Дубровка                 | деревня | ↘13       | Село Боровенск            |
| 51  | Дубровки                 | деревня | ↘9        | Деревня Долгое            |
| 52  | Дубье                    | деревня | ↘10       | Деревня Воронино          |
| 53  | Елисеевка                | деревня | ↗7        | Деревня Путогино          |
| 54  | Емельяновка              | деревня | ↘0        | Посёлок Раменский         |
| 55  | Ерзуново                 | деревня | ↘8        | Деревня Посконь           |
| 56  | Ефремово                 | деревня | ↘0        | Деревня Посконь           |
| 57  | Жупаново                 | деревня | ↘4        | Деревня Людково           |
| 58  | Зайцево                  | деревня | ↘2        | Село Дашино               |
| 59  | Заугорское               | деревня | ↘1        | Деревня Посконь           |
| 60  | Захарино                 | деревня | ↗1        | Деревня Людково           |
| 61  | Зубово                   | деревня | ↘1        | Деревня Савино            |
| 62  | Зюзино                   | деревня | ↘3        | Деревня Посконь           |
| 63  | Ивано-Дуброво            | деревня | ↘51       | Деревня Воронино          |
| 64  | Ивонино                  | село    | ↗34       | Деревня Савино            |
| 65  | Излятино                 | деревня | ↘10       | Деревня Воронино          |
| 66  | Казарка                  | деревня | →0        | Село Дашино               |
| 67  | Калугово                 | деревня | ↘13       | Деревня Долгое            |
| 68  | Калуговский              | посёлок | ↘144      | Деревня Долгое            |
| 69  | Каменка                  | деревня | ↗2        | Село Дашино               |
| 70  | Камушки                  | деревня | →0        | Деревня Долгое            |
| 71  | Каплино                  | деревня | ↘15       | Деревня Путогино          |
| 72  | Капорье                  | деревня | ↗6        | Село Дашино               |
| 73  | Кирпичного Завода        | деревня | ↘27       | Посёлок Раменский         |
| 74  | Корное                   | деревня | ↘7        | Деревня Воронино          |
| 75  | Коровкино                | деревня | ↘24       | Деревня Долгое            |
| 76  | Котово                   | деревня | →0        | Деревня Людково           |
| 77  | Кочуково                 | деревня | ↗3        | Село Дашино               |
| 78  | Кошелево                 | деревня | ↘0        | Деревня Савино            |
| 79  | Красная Берёза           | деревня | ↘3        | Село Боровенск            |
| 80  | Круглик                  | деревня | ↘0        | Деревня Людково           |
| 81  | Крупец                   | деревня | →0        | Деревня Путогино          |
| 82  | Ленское                  | село    | ↘122      | Деревня Путогино          |
| 83  | Леонтьево                | деревня | ↗3        | Деревня Путогино          |
| 84  | Лесутино                 | деревня | ↘10       | Деревня Людково           |
| 85  | Липовка                  | деревня | ↘17       | Село Дашино               |
| 86  | Лиханово                 | деревня | ↘27       | Деревня Людково           |
| 87  | Лосево                   | деревня | ↗4        | Село Дашино               |
| 88  | Лоск                     | деревня | ↘9        | Село Боровенск            |
| 89  | Людково                  | деревня | ↘405      | Деревня Людково           |
| 90  | Ляды                     | деревня | ↘5        | Село Дашино               |
| 91  | Малые Крутицы            | деревня | →0        | Деревня Путогино          |
| 92  | Малышево                 | деревня | ↘0        | Деревня Путогино          |
| 93  | Мартеновка               | деревня | →1        | Село Дашино               |
| 94  | Мосальск                 | город   | ↗4251     | Город Мосальск            |
| 95  | Моцково                  | деревня | ↘0        | Село Боровенск            |
| 96  | Мощины                   | деревня | ↘2        | Посёлок Раменский         |
| 97  | Мягкое                   | деревня | ↘7        | Село Боровенск            |
| 98  | Низовское                | деревня | ↘2        | Деревня Гачки             |
| 99  | Никиткино                | деревня | ↘65       | Деревня Посконь           |
| 100 | Новая Роща               | деревня | ↘20       | Деревня Долгое            |
| 101 | Новое Калугово           | деревня |           | Деревня Долгое            |
| 102 | Новоселки                | деревня | ↘9        | Посёлок Раменский         |
| 103 | Новые Ляды               | деревня | 15        | Село Дашино               |
| 104 | Новый Быт                | деревня | ↘0        | Деревня Долгое            |
| 105 | Ольхи                    | деревня | ↘30       | Село Боровенск            |
| 106 | Павловичи                | деревня | ↘11       | Село Боровенск            |
| 107 | Павлово                  | деревня | ↘3        | Посёлок Раменский         |
| 108 | Передовик                | деревня | ↘89       | Посёлок Раменский         |
| 109 | Петушки                  | деревня | ↘8        | Село Боровенск            |
| 110 | Пищалово                 | деревня | ↗18       | Село Боровенск            |
| 111 | Плотки                   | деревня | ↘2        | Село Боровенск            |
| 112 | Подберезье               | деревня | ↘5        | Посёлок Раменский         |
| 113 | Подвязки                 | деревня | ↘3        | Деревня Путогино          |
| 114 | Подсосенское Лесничество | деревня | →10       | Деревня Людково           |
| 115 | Покровское               | деревня | ↘90       | Деревня Путогино          |
| 116 | Поляны                   | деревня | ↗2        | Посёлок Раменский         |
| 117 | Посконь                  | деревня | ↘50       | Деревня Посконь           |
| 118 | Почепок                  | деревня | →8        | Посёлок Раменский         |
| 119 | Почернино                | деревня | ↘15       | Посёлок Раменский         |
| 120 | Почерпихи                | деревня | ↘2        | Село Боровенск            |
| 121 | Прожирино                | деревня | ↘1        | Деревня Путогино          |
| 122 | Проходы                  | деревня | ↘2        | Деревня Воронино          |
| 123 | Прудищи                  | деревня | →9        | Деревня Путогино          |
| 124 | Пузынино Малое           | деревня | ↘1        | Деревня Посконь           |
| 125 | Путогино                 | деревня | ↘85       | Деревня Путогино          |
| 126 | Пышкино                  | деревня | →0        | Деревня Савино            |
| 127 | Рамено                   | деревня | ↗280      | Посёлок Раменский         |
| 128 | Раменский                | посёлок | ↘201      | Посёлок Раменский         |
| 129 | Речицы                   | деревня | ↘26       | Село Боровенск            |
| 130 | Родионово                | деревня | ↘4        | Деревня Посконь           |
| 131 | Родня                    | деревня | ↘32       | Деревня Савино            |
| 132 | Ряполово                 | деревня | ↘5        | Село Дашино               |
| 133 | Савино                   | деревня | ↘248      | Деревня Савино            |
| 134 | Свирково                 | деревня | →0        | Посёлок Раменский         |
| 135 | Селезенево               | деревня | ↘0        | Деревня Посконь           |
| 136 | Селиверстово             | деревня | ↘5        | Деревня Посконь           |
| 137 | Селино                   | деревня | ↘0        | Село Боровенск            |
| 138 | Селичня                  | деревня | →3        | Деревня Гачки             |
| 139 | Сельцо                   | деревня | ↘6        | Село Боровенск            |
| 140 | Сельцо-Кольцово          | деревня | ↘49       | Деревня Савино            |
| 141 | Сергеевка                | деревня | ↘0        | Деревня Долгое            |
| 142 | Симоново                 | деревня | ↘3        | Село Боровенск            |
| 143 | Скулово                  | деревня | →0        | Посёлок Раменский         |
| 144 | Старое Калугово          | деревня | →0        | Деревня Долгое            |
| 145 | Степановка               | деревня | →0        | Село Дашино               |
| 146 | Стрельня                 | деревня | ↘15       | Село Боровенск            |
| 147 | Сушково                  | деревня | ↘11       | Село Боровенск            |
| 148 | Сычево                   | деревня | ↘11       | Посёлок Раменский         |
| 149 | Тарасково                | село    | ↘151      | Село Боровенск            |
| 150 | Творищи                  | деревня | ↘11       | Село Боровенск            |
| 151 | Теплищево                | деревня | ↘4        | Деревня Посконь           |
| 152 | Тереньково               | деревня | ↘10       | Деревня Людково           |
| 153 | Тимофеевское             | деревня | ↘6        | Деревня Воронино          |
| 154 | Тимохино                 | деревня | ↘4        | Деревня Людково           |
| 155 | Тиханово                 | деревня | ↘20       | Посёлок Раменский         |
| 156 | Товарково                | деревня | ↘19       | Село Боровенск            |
| 157 | Трушково                 | деревня | ↘3        | Деревня Людково           |
| 158 | Ульянино                 | деревня | ↘0        | Посёлок Раменский         |
| 159 | Устоша                   | деревня | ↗117      | Село Дашино               |
| 160 | Филатово                 | деревня | ↘0        | Село Боровенск            |
| 161 | Филино                   | деревня | ↘8        | Посёлок Раменский         |
| 162 | Фомин Починок            | деревня | ↗2        | Деревня Посконь           |
| 163 | Фошня                    | деревня | ↘63       | Село Боровенск            |
| 164 | Ханьково                 | деревня | ↘1        | Село Боровенск            |
| 165 | Харинки                  | деревня | ↘28       | Деревня Савино            |
| 166 | Харланово                | деревня | ↘3        | Посёлок Раменский         |
| 167 | Хирино                   | деревня | ↘2        | Село Дашино               |
| 168 | Хотибино                 | деревня | ↘14       | Деревня Савино            |
| 169 | Чертень                  | деревня | ↗29       | Деревня Путогино          |
| 170 | Шаньково                 | деревня | →0        | Посёлок Раменский         |
| 171 | Шахово                   | деревня | ↘7        | Посёлок Раменский         |
| 172 | Шаховский                | посёлок | ↘267      | Деревня Людково           |
| 173 | Шиповка                  | деревня | ↘1        | Село Дашино               |
| 174 | Шитово                   | деревня | ↘1        | Деревня Посконь           |
| 175 | Шиши                     | деревня | ↘0        | Деревня Долгое            |
| 176 | Шубино                   | деревня | →0        | Село Дашино               |
| 177 | Щербинино                | деревня | ↘0        | Посёлок Раменский         |

В 2015-16 годах образованы новые населённые пункты — деревни Бесово, Азарово и Новое Калугово.
Упразднённые населённые пункты:
- 2000 год — деревни Стрелево, Павлово, Малое Азарово, Булыгино, Тепляково, Крышилово, Новое Калугово, Дельниково[41]

## Транспорт
Северо-западную часть района пересекает автомагистраль А101 Москва — Брест.

## Культура
- Пятницкая церковь

## Археология
Курганы вятичей с чернолощёной керамикой в деревнях Шаньково и Почепок относятся к мощинской культуре.

## Люди, связанные с Мосальским районом
- Буданов, Фёдор Иванович (25.04.1915 — 22.04.1992) — кавалер ордена Славы трёх степеней.[43]
- Васильков, Иван Васильевич — советский военный деятель, Полковник. Герой Советского Союза.
- Кедрова, Неонила Ивановна — советский акушер-гинеколог, заслуженный врач РСФСР.
- Пискарёв, Павел Алексеевич — русский художник.
- Самойлович, Григорий Фёдорович — Герой Советского Союза.
- Соболев, Сергей Михайлович — советский и партийный деятель, первый секретарь Красноярского крайкома ВКП(б) (1937—1938) и Дальневосточного крайкома ВКП(б) (1938), последний руководитель Дальневосточного края. Репрессирован.
- Артамонов, Анатолий Дмитриевич, губернатор Калужской области, доктор экономических наук, руководил Мосальским районом в 1986—1991 гг.